# 394
394（三百九十四、さんびゃくきゅうじゅうよん）は自然数、また整数において、393の次で395の前の数である。

## 性質
- 394は合成数であり、約数は 1, 2, 197, 394 である。
  - 約数の和は594。
  - 約数の個数が3連続(393,394,395)で同じになる13番目の中央の数である。1つ前は375、次は446。
- 124番目の半素数である。1つ前は393、次は395。
- 各位の和が16になる18番目の数である。1つ前は385、次は439。
- 394 = 132 + 152
  - 異なる2つの平方数の和で表せる118番目の数である。1つ前は389、次は397。(オンライン整数列大辞典の数列 A004431)
- 394 = 52 + 122 + 152 = 92 + 122 + 132
  - 3つの平方数の和2通りで表せる98番目の数である。1つ前は392、次は408。(オンライン整数列大辞典の数列 A025322)
  - 異なる3つの平方数の和2通りで表せる79番目の数である。1つ前は393、次は411。(オンライン整数列大辞典の数列 A025340)
- n = 394 のとき n と n − 1 を並べた数を作ると素数になる。n と n − 1 を並べた数が素数になる48番目の数である。1つ前は390、次は412。(オンライン整数列大辞典の数列 A054211)

## その他 394 に関連すること
- スカパー!のCh394は、SPEEDチャンネル。
- パータンエアー394便墜落事故は、1989年におきた航空事故。
- サンプソン(USS Sampson, DD-394)は、アメリカ海軍の駆逐艦。
- スウェニング(USS Swenning, DE-394)は、アメリカ海軍の護衛駆逐艦。
- レザーバック(USS Razorback, SS-394)は、アメリカ海軍の潜水艦。